# 34308 Roberthall
34308 Roberthall este o planetă minoră (asteroid) din centura de asteroizi. A fost descoperită pe 26 august 2000 la Experimental Test Site⁠(d) de Lincoln Near-Earth Asteroid Research. 
Obiectul prezintă o orbită caracterizată de o semiaxă mare de 2,752527 UAi, o excentricitate de 0,05, o înclinație de 7,59976 ° în raport cu ecliptica.